# Helmut Wanschap
Helmut Wanschap (* 14. November 1911 in Berlin; † 3. April 1987 in Kusel) war ein deutscher Maler.

## Leben
Helmut Wanschap  wurde 1911 in Berlin geboren, wo er die Kunstgewerbeschule besuchte und Meisterschüler von Professor Kautsch wurde. Der Militärdienst und die sowjetische Kriegsgefangenschaft unterbrachen sein künstlerisches Wirken. Nach dem Zweiten Weltkrieg verlegte er seinen Wohnsitz in die Pfalz nach Wahnwegen, bevor er Mitte der 1950er Jahre mit seiner Ehefrau und zwei Kindern nach Kusel zog, wo er 1987 starb.

## Werk
Helmut Wanschap war hauptsächlich als Porträt- und Landschaftsmaler tätig. Stilistisch stand er dem Impressionismus nahe, was vor allem bei seinen lichtdurchfluteten Landschaftsbildern seiner Pfälzer Wahlheimat deutlich wird. Daneben entstanden von ihm so genannte „Brotbilder“, die verführerische Schönheiten zeigen und die er mit „Valeh“ signierte, um sie von seiner eigentlichen Kunst zu trennen.

## Ausstellungen
- 1959 Galerie Herburger, Saarbrücken
- 2002 Helmut Wanschap, Stadt- und Heimatmuseum Kusel
- 2011 Gedenkausstellung Helmut Wanschap (1911–1987), Stadt- und Heimatmuseum Kusel